# Bridge of Remembrance

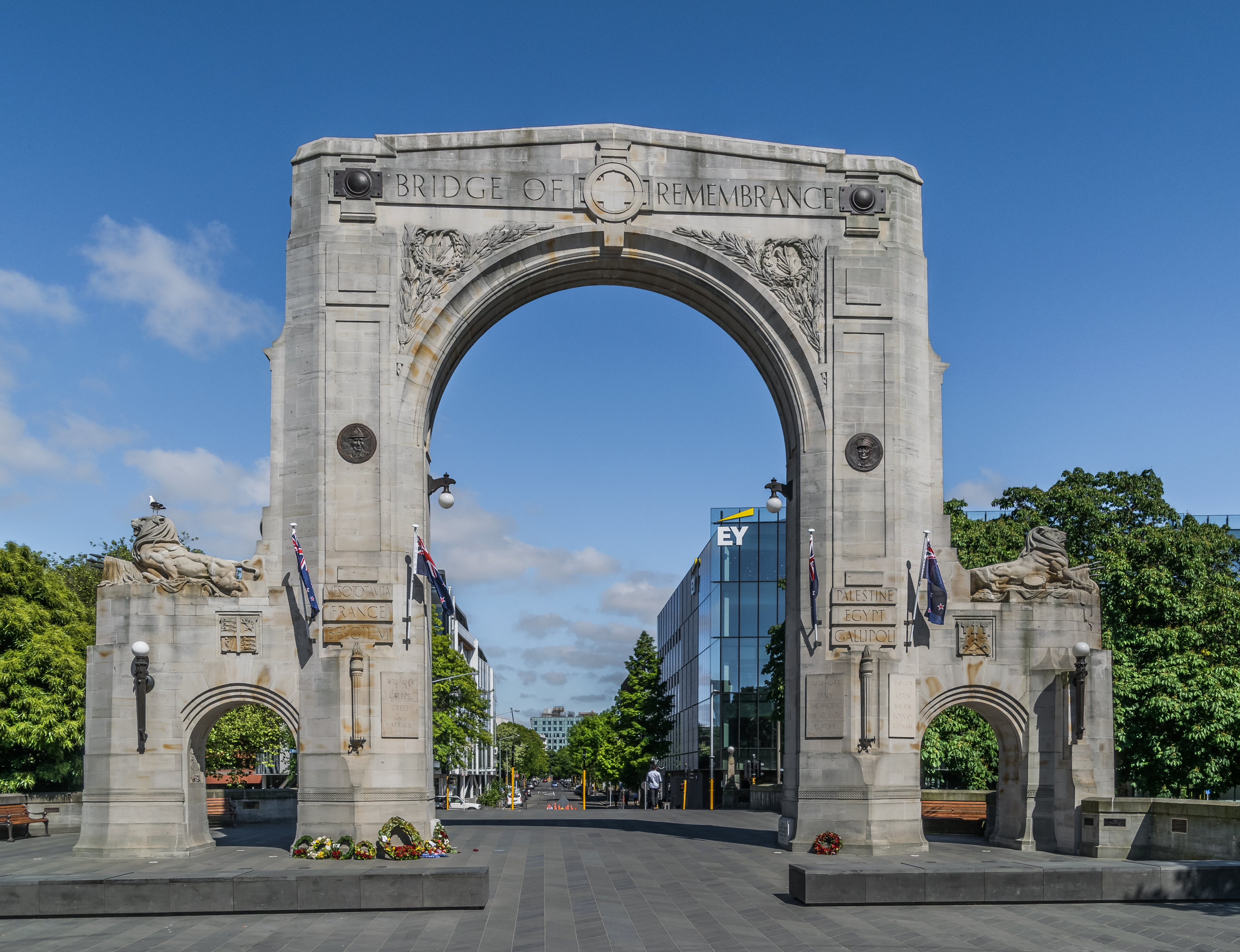
Bridge of Remembrance, Christchurch

Die Bridge of Remembrance (Brücke des Gedenkens) ist ein Kriegerdenkmal in der Stadt Christchurch auf der Südinsel von Neuseeland. Es ist den neuseeländischen Kriegstoten des Ersten Weltkrieges gewidmet, gedenkt aber auch der anderen Teilnehmer an beiden Weltkriegen sowie der späteren Konflikte auf Borneo, in Korea, in Malaya und Vietnam. Das Bauwerk ist im Besitz des Christchurch City Council und wurde über dem östlichen Ende der Cashel Street Bridge errichtet, wo diese in die City Mall ausläuft.

## Geographie
Der Torbogen wurde am östlichen Ende der Cashel Street Bridge erbaut und mit der Oxford Terrace sowie der Cambridge Terrace verbunden worden, die durch den Avon River/Ōtakaro getrennt werden. Seit dem ANZAC Day vom 25. April 1977 ist die Brücke eine Fußgängerzone., seit dem Erdbeben von 2011 ist sie gesperrt. Östlich davon befand sich bis zum Erdbeben das geschäftliche Zentrum mit der eigentlichen Fußgängerzone.

## Geschichte
Die Idee zum Bau der Bridge of Remembrance wurde erstmals am 24. Juli 1919 in einem von der Frau von Wyn Irwin geschriebenen Brief an The Press aufgebracht. Ihr Vorschlag fand die Unterstützung durch die Öffentlichkeit. Der Bau begann am 23. Januar 1923. Der Schlussstein wurde von Lord Jellicoe, Generalgouverneur und Flottenadmiral, am ANZAC Day 1923 gesetzt. Erzbischof Churchill Julius segnete das Bauwerk.
Das Denkmal wurde am 11. November 1924, dem Armistice Day, durch Lord Jellicoe enthüllt. Von den King Edward Barracks weiter westlich an der Cashel Street kommend überquerten einst die Soldaten hier den Avon River/Ōtakaro und marschierten weiter zur Christchurch Railway Station, um in drei Kriegen zu kämpfen.
Am 2. April 1985 wurde die Bridge of Remembrance vom New Zealand Historic Places Trust als Kulturdenkmal der Kategorie I registriert.
Eine Renovierung des Denkmals erfolgte in zwei Phasen. Die erste Phase wurde 1989 durchgeführt, die zweite Phase begann zwei Jahre später und wurde am 21. Juni 1992 mit einer Zeremonie anlässlich des Anbringens einer Gedenktafel abgeschlossen.

## Design
Der Architektenwettbewerb wurde vom Architekturbüro Prouse and Gummer gewonnen, William Gummer war der Autor des Entwurfes. In den Mittelbogen eingemeisselt ist die Devise „Quid non pro patria“ („Was [tut man] nicht fürs Vaterland“). Es gibt mehrere Gedenktafeln, die an militärische Einheiten erinnern, sowie eine Charles Hazlitt Upham gewidmete Plakette. Das Bauwerk ist ornamentiert. Zu den symbolischen Merkmalen des Denkmals gehören ein Kreuz, Fackeln, Wappen, Lorbeerkränze, die lateinische Inschrift, sowie Dekorationen mit Faschinen und Rosmarin. Die vorhandenen Löwenköpfe wurden von Frederick Gurnsey gefertigt.